# Morland (Cumbria)

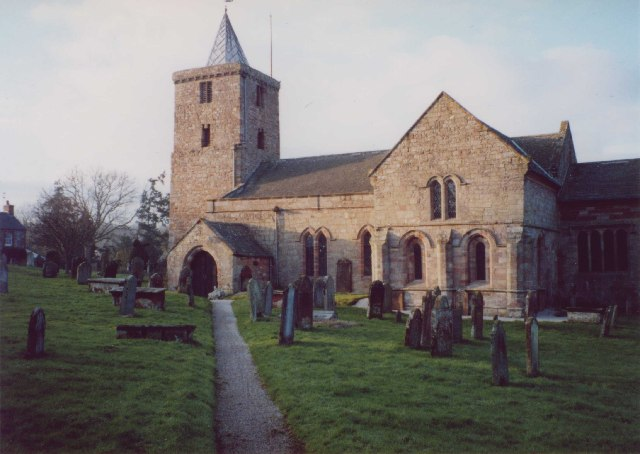

Morland ist ein Dorf und civil parish in der Unitary Authority Westmorland and Furness in der Grafschaft Cumbria im Nordwesten Englands. Im Jahr 2022 hatte es eine Bevölkerung von 414.